# 뱅자맹 무칸조
뱅자맹 무칸조 빌레 (Benjamin Moukandjo Bilé, 1988년 11월 12일 ~ )는 카메룬의 축구 선수이다. 포지션은 공격수이다.